# Cedeño (Yarumal)
Cedeño  es un centro poblado colombiano del municipio de Yarumal (Antioquia). El centro poblado dista 42 kilómetros de la cabecera municipal, ubicado en el noreste de Antioquia. Su principal actividad económica es la ganadería y la piedra de talco.

## Historia y geografía
Comienza a ser CEDEÑO desde el año 1860, cuando algunos transeúntes construyeron sus chozas de paja y corraleja de piedra, en el paraje denominado “La Poblazón“  a orillas del camino que de Yarumal conducía a Cáceres. Después, algunos de sus moradores, quisieron que dicho lugar llevara por nombre Cedeño, en homenaje a Francisco Cedeño, un general venezolano, quien por la época de la guerra de los mil días, estuvo de paso por dicho lugar.

## Geografía
El centro poblado está ubicado al nororiente del municipio de Yarumal, a una distancia e 42 km por vía carreteable, cuyo recorrido demora aproximadamente dos horas y treinta minutos.
Posee una temperatura de 20ºc, la cual varía en las veredas dependiendo de la altura; su clima es templado – húmedo; latitud 07` 01` N, longitud 75.
Sus principales fuentes hidrográficas son los ríos Nechí, San Julián, San José, El Rosario y las quebradas Poblazón, Piedras Blancas, La María, Los Pomos, El anime, de menor caudal están: La Montañita, San Pedro, La Vega y El Matadero. 
Al corregimiento confluyen algunas veredas que inciden directamente en todos sus aspectos: económico, social, religioso, cultural y político: por el lado del municipio de Campamento la veredas Tierra fría, Río Abajo, La Concha, La Quiebra, San Antonio, El Pitó, Guadual, La Ceiba y Quebradona; por Yarumal, las veredas: La Cordillera, La Vega, Los pomos, La Montañita, San José, El Hormiguero, San Pedro, Lucitania y La pailita.

## Historia
Fue reconocido como centro poblado, por acuerdo No.8 de 1910 (2 de abril), emanado del honorable Concejo Municipal de Yarumal. Su primer inspector fue Francisco Duque.
En 1863 se construyó la carretera Yarumal- Cedeño, siendo esta la primera y única vía carreteable que une al centro poblado con la cabecera municipal. Además cuenta con una carretera Cedeño-Media Luna que llega hasta el sitio conocido como Chuzo Pelao y de esta vía se desprenden dos ramales que van hacia la vereda Río Abajo y el otro hasta la vereda la Quiebra, la cual proyecta la unión con el municipio de Campamento.
Cuenta además con caminos de herradura que llevan al centro poblado El Cedero y al municipio de Campamento, los cuales son sostenidos por los mismos usuarios.
En 1989 se construyó un puesto de salud por intermedio del Comité Departamental de Cafeteros.
El centro poblado posee un Himno cuya autoría es del Señor Agustín Agudelo Correa, oriundo de la comunidad, escultor y poeta; un escudo y una bandera diseñados por el pintor Yarumaleño Edgar Muñoz, quien es el autor además de la decoración de la Iglesia San José, Templo Parroquial, bajo la dirección del Padre marco Tulio Vélez Maya.
El territorio que el gobierno de Yarumal administra desde la centralidad de Cedeño, limita al norte con las veredas de el área de influencia de los centros poblados El Pueblito y El Cedro, al oriente con el municipio de Campamento, al sur con las veredas administradas directamente por la cabecera municipal de Yarumal y al occidente de nuevo con estas mismas veredas y las veredas de El Pueblito. 